# Abbas Ali Khalatbari
Abbas Ali Khalatbari, född 4 juni 1912 i Persien,  död 11 juli 1979 i Teheran, Iran, var en iransk diplomat kommen från en väletablerad familj och utbildad i Paris. Han innehade flera ämbeten och uppdrag under schahen, såsom generalsekreterare för CENTO (före detta Bagdadpakten) 1962-68, ställföreträdande utrikesminister 1968-70 och utrikesminister 1971-78 och ansågs vara en av arkitekterna bakom Mohammad Reza Pahlavis utrikespolitik.

## Biografi
Khalatbari fick sin utbildning Paris, där han tog sin examen i statsvetenskap vid Sciences Po (l'Institut d'études politiques de Paris) 1936 och sin doktorsexamen i juridik 1938. Han var gift med systern till Safi Asfia, som ledde  Irans organisation för planering och ekonomi, och var ansvarig för Irans förmodade kärnkraftsambitioner. De hade fyra barn.

## Karriär
Khalatbari var en karriärdiplomat. Han var en av de betydande diplomaterna som formade Irans utrikespolitik under Mohammad Reza Pahlavis regering. Han började sin karriär inom finansministeriet 1940 och övergick sedan till utrikesministeriet 1942. Han tjänstgjorde en kort tid 1961 som Irans ambassadör i Polen.
I januari 1962 utsågs Khalatbari till generalsekreterare för CENTO och ersatte där Mirza Osman Ali Baig. Han var i tjänst fram till januari 1968 när Turgut Menemencioglu efterträdde honom i tjänsten. Från 1968 till 1970 fungerade han därefter som biträdande utrikesministerminister.
Khalatbari utsågs till utrikesminister 1971 och ersatte då Ardeshir Zahedi i detta ämbete. Han gjorde som sådan bland annat ett officiellt besök Israel 1977 som gäst hos sin israeliska motsvarighet Yigal Allon. Khalatbaris period som utrikesminister avslutades den 27 augusti 1978 och han ersattes av Amir Khosrow Afshar. Trots att han var lojal mot shahen, fick han kännedom om sin avsättning genom radionyheterna tidigt på morgonen.
Khalatbari arresterades efter monarkins fall våren 1979 av Khomeiniregimen och dömdes till döden på anklagelserna om "korruption på jorden, medlemskap i den tidigare regimen, uppdrag som SAVAK-agent, medlemskap i en regeringsdelegation som agerar mot nationens intressen, anställning av CIA, förräderi, agerande mot folkets intresse, agerande mot nationens säkerhet" efter den islamiska revolutionen 1979. Han och tio andra tjänstemän inom shahens regim avrättades av säkerhetsstyrkorna i Islamiska republiken Iran i Teheran den 11 april 1979. Strax före avrättningen utfärdades ett skriftligt uttalande av Khalatbaris utsagor i domstolen, där man hävdade att den avskedade shahen "personligen" hade dödat många människor.

## Utmärkelser och erkännanden
Khalatbari var mottagare av utmärkelserna Homayoun 1:a klassen och Taj 3:e klassen.